# Scoloplax
Scoloplax (лат.) — род лучепёрых рыб, единственный род семейства сколоплаксовых (Scoloplacidae) отряда сомообразных. Максимальная длина тела варьирует от 1,2 до 2 см. Обитают в бассейне рек Амазонка, Рио-Негро, Шингу, Токансис, Апуро, Парагвай.
В состав рода включают 6 видов:
- Scoloplax baileyi  Rocha, Lazzarotto & Rapp Py-Daniel, 2012
- Scoloplax baskini  Rocha, de Oliveira & Rapp Py-Daniel, 2008
- Scoloplax dicra  Bailey & Baskin, 1976
- Scoloplax distolothrix  Schaefer, Weitzman & Britski, 1989
- Scoloplax dolicholophia  Schaefer, Weitzman & Britski, 1989
- Scoloplax empousa  Schaefer, Weitzman & Britski, 1989